# Ve stínu Beethovena
Ve stínu Beethovena (v anglickém originále Copying Beethoven) je americký dramatický film z roku 2006. Režisérem filmu je Agnieszka Holland. Hlavní role ve filmu ztvárnili Ed Harris, Diane Krugerová, Matthew Goode, Phyllida Law a Joe Anderson.

## Obsazení
| Ed Harris       | Ludwig van Beethoven |
| Diane Krugerová | Anna Holtz           |
| Matthew Goode   | Martin Bauer         |
| Phyllida Law    | matka Canisius       |
| Joe Anderson    | Karl van Beethoven   |
| Ralph Riach     | Wenzel Schlemmer     |
| Angus Barnett   | Krenski              |
| Nicholas Jones  | arcivévoda Rudolf    |